# ガナ・サンガ国
ガナ・サンガ国（ガナ・サンガこく、gana saṃgha、gana-sangha）とは、古代インドにおいて有力者の集会によって指導・統治される制度を有した国々を指す。こうした制度を持った国々は古代インドにおいてガナ、もしくはサンガと呼ばれ、英語ではしばしばrepublicと訳され、近現代の日本の学者には「共和国」（部族共和制）ないし「寡頭制国」、「貴族制国」と訳されてきたが、近年では「ガナ・サンガ国」という呼称・用語が多く採用されている。ただし現在でも共和国と呼ぶ場合も非常に多い。
古代インドでは1人の王（エカ・ラージャ eka rāja）によって統治される「王国」とは区別されていた。

## ガナとサンガ
ガナ、及びサンガというサンスクリット語は元来は「集まり」「団体」「集団」などを意味する語であった。サンガに比べてガナの方がより普及した呼称であったが、両語の厳密な違いについてはよくわかっていない。サンガという語は後に仏教教団の呼称（サンガ 漢：僧伽）として用いられており、ガナという語はジャイナ教教団の呼称として用いられている。また、釈迦やマハーヴィーラ以前にもガナ、サンガと呼ばれる団体が存在している。
こうした例に見られる如く、古代インドにおいてガナ、サンガと言う語は必ずしも国制に関する語ではなく、「特定の目的のために多くの人間によって構成される団体」を指した。そして政治上の用語としてのガナ、サンガは「共和国」ないしそれに近似した制度を指した。サンスクリット語でシレーニと呼ばれる商人のギルドもサンガの一種であったと考えられる。

## ギリシア人の記録
アレクサンドロス大王率いるマケドニア王国軍がインドに侵入した際、パンジャーブ地方のアケシネス川（現：チナーブ川）下流域に住んでいた部族についてギリシア人の記録がある。この部族は記録者によって呼称が異なるがアバスタノイ、サンバストイ、サバルカエ、サバグラエなどと記録されている。クルティウスはこの部族について「王によってではなく、人民によって治められていた。」と記し、人口、武勇においてもインドの他の部族に劣らず、民主制的な統治制度を持っているとしている。
またアリアノスの記録ではカタニア、オクシュドラカイ（クシュドラカ）、マロイ（マーラヴァ）という3つの部族はそれぞれ「共和国」を形成していると記している。このうちオクシュドラカイ、マロイについてはインドの文法学者パタンジャリの記録に、サンガを形成しているとするものがあり、ギリシア人がサンガと呼ばれるインドの政体を「民主制」と理解したことが解される。

## インドの記録
古代インドの文献から、ガナ・サンガ制を採用していた国、或いは部族は数多く知られている。特にヴァッジ国（ヴァッジ部族連合）のガナ・サンガ制は記録が多く残されている。
ヴァッジ国の有力部族リッチャヴィ族（離車族）はヴァイシャーリーを首都とし、そこに住む7707人のラージャーと称する有力者によって政治が運営されていたという。ラージャーという語は一般的に「王」を意味する語であるが、この場合のラージャーはクシャトリヤ身分であるリッチャヴィ族の有力者を指すと考えられる。7707人という数は恐らく実数ではなく、日本語の八百万や八と同じく「多数」という程度の意味であると考えられる。
リッチャヴィ族の政治的中心はサンターガーラと呼ばれる集会所であった。ラージャーと呼ばれた有力者達はここに集まって定められた手続きに従って国政を論じた。この影響を受けた仏教教団の議事次第（律蔵の規定）から、整った制度が存在していたことがわかる。会議による決定は全会一致が原則であり、紛糾した場合には調停が試みられ、また多数決による決定も行われた。
この他、マッラ国もガナ・サンガ制を採用しており、集会所を中心とした政体を持っていたとされているが、ヴァッジ国と比較して残存記録が圧倒的に少なく詳細はよくわかっていない。釈迦の出身部族である釈迦族（シャーキヤ族）は後世の仏典では王政の国であり釈迦はその王子であったとされるが、最も初期の仏典の記録では釈迦族も隣接部族との戦争や外交問題に際して「ラージャーの集会」で行動を決定しており、ガナ・サンガ政体を持っていたと考えられている。

## 仏教との関係
上述したようなガナ・サンガ国の特徴は初期の仏教徒達に理想的な政体と見なされた。仏典はヴァッジ国の政体の特徴として以下の点を上げている。
- しばしば会議を開き多くの人が集まる。
- 共同で行動する。
- 伝統的な法を破らず、いたずらに新法を定めない。
- 老人を敬い彼らの言葉を聴く。
- 家族の婦女を暴力を持って連れ出し、捕え留める（同棲する）事をしない。
- 都市の内外にある祠廟（チャイティヤ）を崇め供物を絶やす事がない。
- 阿羅漢を歓待し保護する。

これらの法は釈迦がヴァッジ国に対し教示したものであるとされているが、実際には釈迦以前より整備されていたと考えられる。
仏典ではこれを衰亡を避けるための7つの法（satta aparihaariyaa dhammaa）と呼んでいる。そしてガナ・サンガ国の政体的特長は仏教教団の構成に大きな影響を与えた。恐らく初期の仏教教団の組織はガナ・サンガ国のそれを手本として形成されたと考えられる。